# Windows Phone 8.1
Windows Phone 8.1 (kódové označení Blue, pro majitele telefonů Nokia je kódové označení Cyan) je název třetí (druhé) generace již nepodporovaného operačního systému řady Windows Phone, která byla vydána 14. dubna 2014. Stejně jako její předchůdci používá rozhraní Metro (resp. Modern UI).

## Kompatibilita
Zařízení s Windows Phone 7(.5/.8) nejsou kompatibilní s Windows Phone 8.1, ale telefony s Windows Phone 8 jsou kompatibilní s tímto operačním systémem.
Všechna zařízení s Windows Phone 8 mohla získat aktualizaci od 15. července 2014, kdy byla oficiálně uvolněna, do té doby ji šlo získat pouze přes aplikaci Preview for Develoreps od Microsoftu. Aktualizace probíhala již standardně formou OTA (Over The Air). 
Podpora operačního systému byla ukončena 11. července 2017. Od 16. prosince 2019 nelze systém online nainstalovat, byl ukončen provoz aplikace Windows Phone Store.

## Funkce
- Domovská obrazovka
  - bez ohledu na velikost displeje či vlastnosti telefonu lze přidat třetí sloupec (malé displeje tuto funkci samozřejmě nemají),
  - vzhled domovské obrazovky lze mít vybarven několika barevnými motivy, ale nově to jde i se svojí libovolnou fotografií.

- Zamykací obrazovka
  - Microsoft publikoval aplikaci Live Lock Screen, která byla ve fázi BETA, díky této aplikaci šel změnit vzhled odemykání obrazovky (pokud byla tato aplikace aktivní, nebylo možné používat Dětský koutek).
- Oznámení+akce (Notifikační centrum)
  - shromažďovala veškeré důležité události, hovory, oznámení aplikací atp. chronologicky,
  - fungujovala jako vysouvací roleta z horní části displeje (lze nastavit, co se bude v notifikačním centrum zobrazovat),
  - dále lze přidat také čtyři (u velkých displejů pět) rychlých akcí (Bluetooth, fotoaparát, jas, poloha, režim v letadle, sdílení internetu, VPN, Wi-Fi, zámek otáčení, zobrazit mou obrazovku).
- Klávesnice Word Flow
  - Je nejrychlejší na světě.[2] Bohužel tato klávesnice nebyla dostupná pro Českou republiku (češtinu).
- Zprávy
  - ve zprávách lze nově vyhledávat.
- Kalendář
  - mezi jeho novinky patřilo zobrazování předpovědi počasí na několik dní dopředu a jeho přehlednost a vzhled byla upravena,
  - zlepšil se pohled na den, týden, měsíc a rok.
- Hlasitost
  - nově byla hlasitost rozdělena na vyzvánění a připomínky a na aplikace a média.
- Hudba + Video
  - systémová aplikace Hudba+videa byla nahrazena samostatnými aplikacemi Hudba a Video.
- Lidé
  - vzhled systémové aplikace Lidé se příliš nezměnil,
  - změnila se ale integrace sociálních sítí.
- Internet Explorer 11
  - byla vylepšena synchronizace mezi uživatelem používajícím Internet Explorer na počítači a Internetem Explorerem v zařízení s OS Windows Phone 8.1,
  - nově se synchronizovali uložená hesla,
  - přibyl režim privátního prohlížení stránek,
  - podpora gest,
  - možnost stahovat libovolné soubory do složek (k otevření souborů slouží aplikace Soubory od společnosti Microsoft, nebo jakákoli jiná aplikace, která daný typ souboru podporuje).
- Fotoaparát
  - prostředí fotoaparátu dostalo nový vzhled.
- Windows Phone Store
  - vzhled obchodu je přepracován,
  - obchod také nově doporučoval aplikace na základě polohy,
  - vzhled hodnocení se trochu více přiblížil Windows Store,
  - byla nově přidána historie všech stažených aplikací,
  - aktualizace, které byly dostupné, šlo zjistit v nastavení Store.
- Data Sense (Inteligentní data)
  - tato funkce zobrazovala údaje o využití datového balíčku,
  - nabízízela omezení dat na pozadí, úspory dat v prohlížeči a omezení dat při roamingu.
- Storage Sense (Inteligentní úložiště)
  - tato funkce zajišťovala lepší přehled o využívanosti úložiště.
- Wi-Fi Sense (Inteligentní Wi-Fi)
  - tato funkce nově nabízí spustit Wi-Fi po nastavené době (1 nebo 4 hodiny, 1 den a nebo ručně),
  - dále je zde možnost zapnutí Wi-Fi v blízkosti již známých Wi-Fi sítí,
  - také zde můžete zadat své údaje (telefonní číslo, jméno a e-mail) a Inteligentní Wi-Fi sama přijme podmínky a připojí vás k nejbližšímu otevřenému hotspotu.
- Úložiště
  - nově přibyla možnost instalovat aplikace na paměťovou kartu.
- Spořič baterie
  - nově ukazuje využití baterie (aplikace, které nejvíce vybíjejí), lze u nich vypnout akce na pozadí (položka úlohy na pozadí z nastavení zmizela), nebo naopak jde povolit, aby aplikace mohly pracovat na pozadí i při aktivním Spořiči baterie, toto samozřejmě sníží účinnost Spořiče baterie.
- Multitasking
  - jeho vzhled se změnil,
  - nově je také možné zavírat aplikace tažením prstu dolu, nikoli pouze stisknutím křížku v pravém horním rohu.
- Synchronizace
  - synchronizace mezi Windows a Windows Phone se o něco málo rozšířila.
  - nově lze mezi zařízeními synchronizovat hesla, ale lze také nastavit změnu motivu (pokud si na svém telefonu změníte motiv tak se změní i na vašem zařízení s Windows 8/.1.

- Cortana
  - Microsoft představil a rovnou vložil do Windows Phone 8.1 svoji novou hlasovou asistentku Cortanu, která byla zatím dostupná pouze pro Spojené státy, Spojené království a Čínu.

## Zařízení
Pro správný chod Windows Phone 8.1 byly stanoveny minimální požadavky. Microsoft ale slíbil, že Windows Phone 8.1 měl být dostupný pro všechna zařízení s Windows Phone 8.
Mezi základní požadavky patřil například několik (2,5) GB volného místa v telefonu, 512 MB RAM pro WVGA telefony, pro telefony s vyšším rozlišením potom 1 GB. Dvoujádrový procesor Qualcomm Snapdragon S4 nebo lepší. Dále je důležitý fotoaparát, GPS, světelný senzor a akcelerometr. Wi-Fi je samozřejmostí a ostatní parametry nejsou důležité.
Telefony Nokia Lumia 630, 635 a 930, které byly představeny na konferenci Microsoft Build 2014 v San Franciscu, rovnou vlastnili operační systém Windows Phone 8.1 a jejich další aktualizace tudíž nebyla nutná.

## Update 1
S kódovým označením Denim.

### Novinky
- Úvodní obrazovka
  - na úvodní obrazovce bylo nově možné tvořit složky – přesunutím jedné aplikace nad druhou.
- Koutek s aplikacemi
  - pokročilejší verze Dětského koutku – je to v podstatě další úvodní obrazovka, která se hodí, pokud nechce, aby někdo, komu půjčíte telefon, manipuloval s vašimi citlivými daty. Prvně musí být nastaveno heslo telefonu, poté je možné vybrat aplikace, které budou zobrazovány. V koutku s aplikacemi lze povolit či úplně zakázat – tlačítko fotoaparátu, hledání, start, zpět (hardwarová tlačítka) a upravování dlaždic. Soubor nastavení lze exportovat na SD kartu.
- Internet a Bluetooth
  - mobilní internet lze sdílet i skrze rozhraní Bluetooth.
- SMS
- Nositelná zařízení
  - podpora nositelných zařízení v notifikačním centru.
- Store
  - nově bylo možné na dlaždici zobrazovat tzv. dnešní aplikace a její aktualizaci jen přes síť WiFi.

Od 16. prosince 2019 byl Windows Phone Store přestal být společností provozován.
- Internet Explorer 11
  - lepší podpora HTML5 a tím pádem zobrazování webového obsahu